# Holland Formosa
Holland Formosa a Tajvanon létrehozott holland gyarmat megnevezése, ami 1624 és 1662 között állt fenn. A gyarmatot a Holland Kelet-indiai Társaság igazgatta, ami 1604 óta szeretett volna Kínával kereskedni. Több kísérletet tettek a Penghu-szigetek megszerzésére, a kínaiak azonban csak Tajvant voltak hajlandók felajánlani. Az első kereskedelmi telepet, Fort Zeelandiát 1624-ben kezdték el építeni a szigeten, ez lett a gyarmat központja. A hollandok főleg cukortermesztést kívántak folytatni a szigeten, ami miatt többször összeütközésbe kerültek a kínai lakossággal, akik rizstermesztést folytattak.
A hollandok hozzákezdtek a helyi szarvasállomány vadászatához, ami miatt több alfaj is kipusztult a szigeten. A kereszténységet is hirdették a helyi őslakosság körében. A gyarmat 1662-ben szűnt meg, amikor Kuo-hszing-je (Guoxingye) kínai Ming-lojalista csapatai 9 hónapos ostrom után legyőzték a hollandokat. Az utolsó holland kormányzó, Frederik Coyet február 1-jén tette le a fegyvert, és elvonult a túlélőkkel.

## Történelem

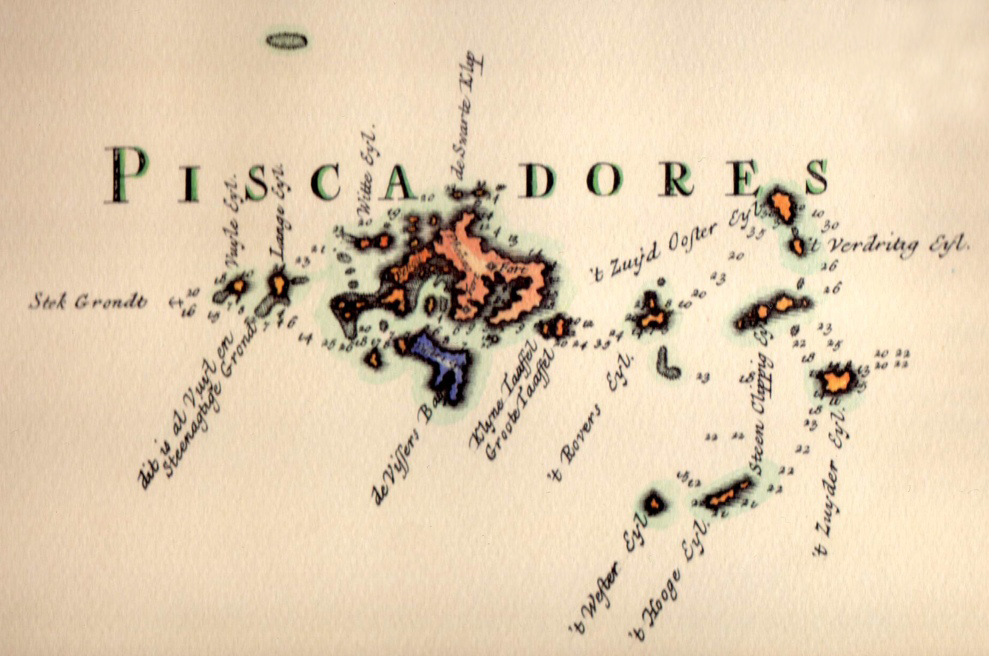
18. századi holland térkép a Penghu (Pescadores)-szigetekről

### Előzmények
Az első hollandok 1596-ban érkeztek meg Indonéziába, Jáva szigetére. 1602-ben részvénytársaságként létrehozták a Holland Kelet-indiai Társaságot, amszterdami központtal, ami a kereskedelemért és az újonnan szerzett gyarmatok igazgatásáért felelt. 1601-ben Makaóhoz küldtek hajókat, hogy kereskedni kezdjenek a kínaiakkal, azonban a területet birtokló portugálok a partra küldött 20 holland matrózt foglyul ejtették, akik közül 17-et ki is végeztek, így a kísérlet sikertelenül zárult. 1604-ben próbálkoztak ismét, ezúttal Penghu-szigeténél, mivel néhány kínai kereskedő azt ígérte nekik, megszerzik a szükséges engedélyeket, ha gazdag ajándékot juttatnak a hivatalnokoknak. Az engedély nem érkezett meg, és a kínaiak 50 dzsunkát küldtek a holland hajók ellen, amik kénytelenek voltak elhagyni a területet felszólítás után. 1607-ben újra Makaónál próbálkoztak, de a portugálok ismét elkergették őket.
A következő alkalommal 1622-ben próbálkoztak, mintegy másfél évtized múlva, ismét Makaó elfoglalását tűzve ki célul, azonban újra vereséget szenvedtek. Ezt követően hajóztak a Penghu-szigetekre, amit sikeresen elfoglaltak, és hozzáláttak egy erőd felépítéséhez Makung (Magong) mellett, amin kínai kényszermunkásokat dolgoztattak. Az erőd elkészülte után októberben nyolc hajót küldtek a kontinentális Kínába, ahol partra szálltak, és több ütközetben részt vettek. 1623 elején Cornelis Reijersen, a flotta parancsnoka személyesen ment tárgyalni a kínaiakkal Fucsou (Fuzhou)ba, azzal az ajánlattal, hogy lerombolják az erődöt, és cserébe engedélyezzék a velük való kereskedést Tajvanon, amiről megegyezés is született. Júniusra azonban mind a császári udvar, mind a Társaság vezetősége elutasította az egyezmény elfogadását. A Társaság utóbb engedékenyebbnek bizonyult, de a tárgyalásra küldött követeket bebörtönözték.
1624 januárjában a holland hajók ismét megtámadták a kínai partvidéket, mire a kínaiak 40-50 dzsunkából álló flottát és 5000 katonát küldtek ellenük, akik fokozatosan visszaszerezték az irányítást a Penghu-szigetek felett. Az ostrom alá vett erődbe szorult hollandok kénytelenek voltak tárgyalni, és elvonulni, amit az év végére fejeztek be. Eddigi taktikájuk, ami kiválóan működött Délkelet-Ázsia kisebb államainál, megbukott a Ming-dinasztia esetén, amit nem sikerült megfélemlíteni. Az erődöt kínai segítséggel bontották le, és az építőanyag nagy részét Tajvanra szállították, hogy ott építsenek új erősséget.

### Kezdeti időszak
Tajvanon a helyi őslakosoktól vásároltak meg egy földterületet a mai Tajnan (Tainan)nál, ahol hozzáláttak Fort Zeelandia felépítéséhez. Az erődöt az első kormányzót, Marten Sonkot szállító Zeelandia hajóról kapta. Először csak fapalánkból és földsáncokból állt, de az idő előrehaladtával vastag kőfalak és mellvéd erősítette meg. 1634-re több kiegészítő épületet is felhúztak, így a kormányzói lakhelyet, börtönt, templomot, raktárakat, az erőd körül pedig holland és kínai kereskedők telepedtek le.

### A spanyolok kiűzése
A spanyolok érdeklődését is felkeltette a sziget, ahová a Fülöp-szigetekről 1593-ban három hajót küldtek, ám egy tájfun miatt sosem értek célba. A holland gyarmatosításig nem próbáltak újra. 1626 februárjában küldtek ismét flottát, ami a szigettől keletre hajózott el, és északon horgonyozott le, ahol San Salvador néven erődöt építettek, a mai Keelungnál. Egy év múlva 2000 katonát szállító flottát küldtek a hollandok kiűzésére, ám ez egy vihar miatt kénytelen volt visszafordulni, és akik elérték a szigetet, csak felderítés végzésére vállalkozhattak. 1629-ben Tansuj (Danshui) mellett megépítették a Santo Domingo erődöt, ahol tartósan berendezkedtek. A spanyol gyarmati kormányzat nem törődött a helyiek földművelésre kényszerítésével, csupán csirke- és rizsadót vetettek ki, ami feszültségekhez vezetett. Katolikus hitre térítettek ezen kívül 4000 bennszülöttet. A tájfunok jelentette szállítási nehézségek, a járványok és a bennszülött támadások miatt veszteséges jelenlétet mérsékelték, és lerombolták a Santo Domingo erődöt a manilai kormányzó parancsára.
1641-ig nem került sor harcra a hollandok és spanyolok között. Az ellenségeskedésre egy 1640-es hollandellenes bennszülött felkelés adott indokot, aminek szervezésével a spanyolokat vádolták meg. Megadásra szólították fel a spanyol helyőrséget, amit elutasítottak, és segítséget kértek a Fülöp-szigetekről, ám alig érkezett valamennyi. A hollandok 1642 augusztusában támadtak 600 katonával, akik gond nélkül partra szálltak és három hét alatt elfoglalták az erődöt. A spanyolok lemondtak a visszatérés lehetőségéről, mivel Japán azóta teljesen bezárkózott, így kereskedelmi szempontból elvesztette jelentőségét a sziget számukra. A hollandok ezzel szemben azonnal helyőrséget hoztak létre az elfoglalt területen.

### A gyarmat megszűnése
1652-ben Kuo Huai-ji (Guo Huaiyi) fegyveres lázadást robbantott ki, a kínai lakosság körében, felhasználva a hollandok és a kínaiak közötti ellentéteket, amik abból fakadtak, hogy míg a hollandok cukornádtermelést kívántak folytatni, addig a kínaiak rizst akartak termeszteni. A hollandok 120 katonát és 2000 bennszülöttet küldtek 16 000 fős lázadóserege ellen, amiből 4000–6000-en meghalt, köztük Kuo (Guo) is. Ez 1657-ig visszavetette a kínai bevándorlást és kereskedelmet. A lázadókról azt gyanították, hogy Kuo-hszing-je (Guoxingye) biztatására lázadtak fel. Kuo (Guo) egy Ming-lojalista, aki szemben állt a hódító Csing (Qing)-dinasztiával és 170 000 katonát gyűjtött össze Amoyon és Kimojon. 1659-ben megpróbálta visszafoglalni Nanking (Nanjing)ot, de súlyos vereséget szenvedett. Ekkor fordult figyelme Tajvan felé.
1657-ben és 1660-ban is megnyugtatta Frederik Coyet holland kormányzót, hogy nincsenek támadó szándékai. A hollandok mintegy 1200 katonát állomásoztattak a szigeten, és nem végeztek újabb erődítési munkákat egészen 1660-ig, amikor egyértelművé vált az invázió közelsége. Coyet 600 katonát és 12 hajót kapott erősítésként Batáviából, amiből nyolc 1661 februárjában elhajózott Jan van der Laan parancsnoksága alatt. Kuo (Guo) ugyanebben a hónapban adta ki a parancsot az invázió előkészítésére, és Laan flottája távozásának hírére, április 21-én kiadta a támadási parancsot. 25 000 katona és 900 harci dzsunka indult útnak Tajvan felé, ahol 30-án szálltak partra. Létszámbeli fölényük ellensúlyozta a minőségbeli hátrányt: elsüllyesztették a hollandok legjobb hajóját és elvágták Provintia és Zeelandia erődjeit egymástól. Kuo (Guo) felajánlotta a megadást, amit a hollandok elutasítottak és a tárgyalások is megfeneklettek. Május 4-én megadásra kényszerült Provintia erődje.
A hollandok több kisebb sikert értek el, aminek hatására Kuo (Guo) hosszú ostroma rendezkedett be a szigeten, és katonáit szétküldte a szigeten, hogy pacifikálják az őslakosságot. Augusztusban 10 hajó fedélzetén 700 fős erősítés érkezett a szigetre. A támadók egyre nehezebben tudták ellátni csapataikat, mivel a Csing (Qing)ek kiürítették a tengerpartot 10 mérföldes körzetben, és megtiltották a kereskedelmet a még a lojalisták kezén lévő kikötőkkel. Coyetnek novemberben magas rangú mandzsuk leveleket küldtek, amiben hajókat és katonákat kértek Kuo (Guo) megmaradt bázisainak lerombolásához, cserébe jutalmat helyezve kilátásba. Öt hajót küldtek, ám a rossz idő miatt három visszafordulni kényszerült, kettő pedig Batáviába hajózott el, amivel végleg elveszett a remény. A holland helyőrség sok katonája dezertált, alig 400-an maradtak. Az egyik külső erődítés elvesztése kilátástalan helyzetbe hozta őket, így február 1-jén Coyet aláírta a kapitulációt. Az erődöt, az árukészleteket és a fegyvereket át kellett adni a kínaiaknak, cserébe a hollandok szabadon távozhattak hajóikon személyes ingóságaikkal. A társaság 1664-ben kísérletet tett a sziget visszaszerzésére, de pár év után felhagytak ezzel.

## Kormányzat
A holland gyarmaton sokkal több őslakos élt, mint kínai, így a fő kérdés az ő igazgatásuk volt. A holland-őslakos kapcsolatok sokszor komoly ellentétekhez vezettek, többször kellett például büntetőhadjáratokat indítani, amiért utóbbiak hollandokat gyilkoltak. A holland fennhatóság folyamatosan terjedt ki rájuk: 1646-ban 217, 1648-ban 293 és 1650-ben 315 bennszülött falu volt holland igazgatás alatt. A falvak élén vezetők álltak, akit a helyiek választhattak meg. Évente egyszer be kellett számolniuk a kormányzónak a történésekről. Hatalmuk jelképeként ezüst botot kaptak a társaság belevésett jelképével.
A hollandok a kereszténység terjesztésével, neveléssel és oktatással kívánták a bennszülötteket békésebbé tenni. 1627-ben érkeztek az első misszionáriusok, uralmuk vége felé pedig a legtöbb faluban volt iskola, ahol bennszülött tanítók oktattak, holland instrukciók mellett. A törekvések eredményeképpen harmonizált viszony alakult ki a gyarmatosítók és az őslakosok között, így az északi és déli 25 helyőrségben elég volt 25-40 fős helyőrségeket állomásoztatni.

### Kormányzók
| Tajvan holland kormányzói      |                 |
| Név                            | Kormányzás évei |
| Marten Sonk                    | 1624–1625       |
| Gerard Frederikszoon de With   | 1625–1627       |
| Pieter Nuyts                   | 1627–1629       |
| Hans Putmans                   | 1629–1636       |
| Johan van der Burg             | 1636–1640       |
| Paulus Traudenius              | 1641–1643       |
| Maximilian le Maire            | 1643–1644       |
| François Caron                 | 1644–1646       |
| Pieter Anthoniszoon Overtwater | 1646–1650       |
| Nicolas Verburg                | 1650–1653       |
| Cornelis Caesar                | 1653–1656       |
| Frederik Coyet                 | 1656–1662       |